# Altero Matteoli

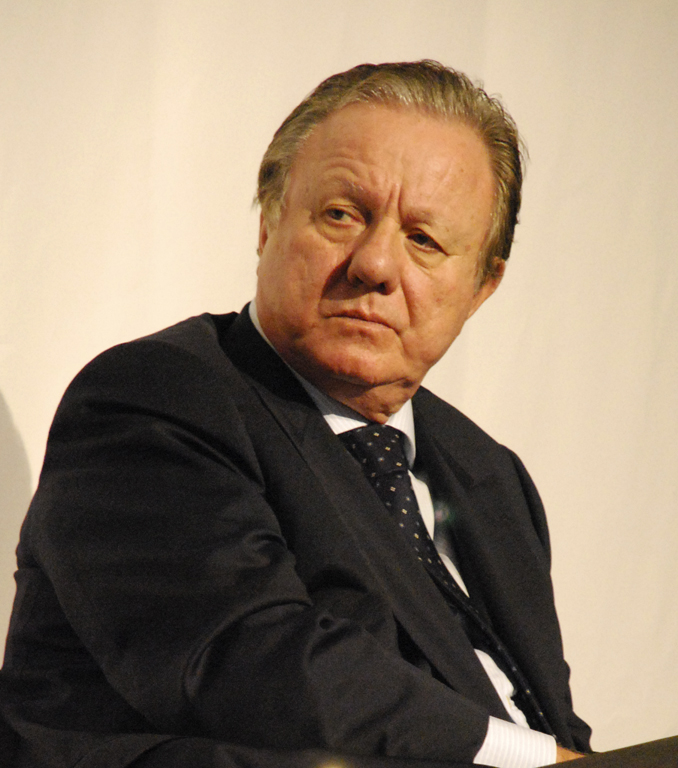
Altero Matteoli (2009)

Altero Matteoli (* 8. September 1940 in Cecina; † 18. Dezember 2017 in Capalbio) war ein italienischer Politiker (MSI, AN, PdL, FI). In Silvio Berlusconis zweitem und drittem Kabinett war er italienischer Umweltschutzminister (2001–2006). Am 29. Mai 2006 wurde er zum Bürgermeister von Orbetello (Provinz Grosseto) gewählt. Von Mai 2008 bis November 2011 war er Minister für Verkehr und Infrastruktur in Berlusconis viertem Kabinett.

## Politische Karriere
Matteoli war gelernter Buchhalter und Unternehmer. Seine politische Karriere begann beim neofaschistischen Movimento Sociale Italiano (MSI-DN), für den er in den Stadträten von Castelnuovo di Garfagnana (Provinz Lucca) und Livorno saß. Außerdem war er Regionalvorsitzender der Partei in der Toskana. Von 1983 bis 2006 war er Mitglied der italienischen Abgeordnetenkammer, und ab 2006 im Senat.
In den Jahren 1994 und 1995 wandelte sich seine Partei unter dem neuen Namen Alleanza Nazionale (AN) zu einer rechtskonservativen Partei. Als Abgeordneter arbeitete Matteoli u. a. im parlamentarischen Untersuchungsausschuss zur Mafia und weiteren kriminellen Vereinigungen. Dort erstellte er einen Bericht über die geheimen Absprachen zwischen Mafia und Politik.
Nach dem Sieg des Mitte-rechts-Bündnisses Casa delle Libertà bei den Parlamentswahlen im Mai 2001 wurde er Minister für Umweltschutz und Raumplanung unter Silvio Berlusconi und übte dieses Amt bis zum Machtwechsel im Mai 2006 aus. Im April 2006 wurde er zum Fraktionsvorsitzenden der AN im Senat bestimmt. Am 8. Mai 2008 berief ihn Berlusconi als Ressortchef des Infrastrukturministeriums in seine neue Regierung.